# Săritura cu prăjina

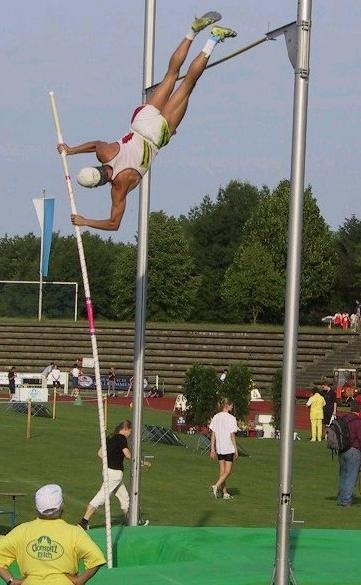

Săritura cu prăjina este o probă de atletism.
Exercițiu fizic care constă într-o săritură în înălțime, peste o bară transversală, cu ajutorul unei prăjini lungi. A fost introdusă ca probă de concurs încă de la primele Jocuri Olimpice.
Prăjinile, făcute de obicei din fibră de sticlă, pot avea dimensiuni diferite. Înainte de a sări, atletul sprijină prăjina într-o cutie cufundată la sfârșitul pistei de decolare. Prăjina se îndoaie și apoi se îndreaptă, în timp ce săritorul încearcă să treacă peste bară cu picioarele înainte, eliberând prăjina.

## Cei mai buni sportivi

### Masculin
La 26 februarie 2023.
- 6,22 m Armand Duplantis ( Suedia), Clermont-Ferrand, 25 februarie 2023[3]
- 6,16 m Renaud Lavillenie ( Franța), Donețk, 15 februarie 2014
- 6,15 m Serhii Bubka ( Ucraina), Donețk, 21 februarie 1993
- 6,06 m Steve Hooker ( Australia), Boston, 7 februarie 2009
- 6,06 m Sam Kendricks ( Statele Unite ale Americii), Des Moines, 27 iulie 2019
- 6,05 m Maksim Tarasov ( Rusia), Atena, 16 iunie 1999
- 6,05 m Dmitri Markov ( Australia), Edmonton, 9 august 2001
- 6,05 m Christopher Nilsen ( Statele Unite ale Americii), Rouen, 5 März 2022
- 6,04 m Brad Walker ( Statele Unite ale Americii), Eugene, 8 iunie 2008
- 6,03 m Okkert Brits ( Africa de Sud), Köln, 18 august 1995
- 6,03 m Jeff Hartwig ( Statele Unite ale Americii), Jonesboro, 14 iunie 2000
- 6,03 m Thiago Braz ( Brazilia), Rio de Janeiro, 15 august 2016

### Feminin
La 26 februarie 2023.
- 5,06 m Elena Isinbaeva ( Rusia), Zürich, 28 august 2009
- 5,03 m Jennifer Suhr ( Statele Unite ale Americii), Brockport, 30 Januar 2016
- 5,01 m Anjelika Sidorova ( Rusia), Zürich, 9 septembrie 2021
- 5,00 m Sandi Morris ( Statele Unite ale Americii), Bruxelles, 9 septembrie 2016
- 4,95 m Katie Nageotte ( Statele Unite ale Americii), Eugene, 26 iunie 2021
- 4,94 m Eliza McCartney ( Noua Zeelandă), Jockgrim, 17 iulie 2018
- 4,91 m Yarisley Silva ( Cuba), Beckum, 2 august 2015
- 4,91 m Katerina Stefanidi ( Grecia), Londra, 6 august 2017
- 4,90 m Demi Payne ( Statele Unite ale Americii), New York City, 20 februarie 2016
- 4,90 m Holly Bradshaw ( Regatul Unit), Manchester, 26 iunie 2021

## Legături externe
Materiale media legate de săritura cu prăjina la Wikimedia Commons